# فارون كومار
فارون كومار (4 يونيو 1980 بدلهي في الهند - ) هو لاعب كريكت هندي.

## وصلات خارجية
- فارون كومار على موقع إي آس بي آن كريك إنفو (الإنجليزية)